# 阶州
阶州，中国古代的州。
唐朝景福元年（892年），武州更名为阶州，州治在武都县旧城山。五代十国，908年，阶州属岐国。924年，阶州属前蜀，943年，阶州由后晋统治。954年，阶州为后蜀管辖。959年，属后周。北宋阶州（治福津县）属秦凤路。南宋时，属利州西路。元朝，属陕西行省。1270年，移州治柳树城。元朝末年，州治复移坻龙岗（武都县旧城山）。
明朝属陕西省巩昌府，洪武四年（1371年），阶州移武都治砖城（今武都区）。清朝，阶州隶属甘肃省。雍正七年（1729年），阶州升为阶州直隶州，直隶于甘肃布政使司，领文县、成县。民国2年（1913年），阶州直隶州改为武都县。
刺史
- 李彦璋（892年—896年）